# Robert Massin
Robert Massin (* 13. Oktober 1925 in La Bourdinière-Saint-Loup; † 8. Februar 2020 in Paris), bekannt als Massin, war ein französischer Grafikdesigner, Buchgestalter, Typograf und Autor. In den 1960er Jahren setzte er mit seiner experimentellen, emotionalen Typografie, bei der er die neu aufkommende Fotosatztechnik anwendete, neue Maßstäbe in der Buchgestaltung.

## Leben und Werk
Ende der 1940er-Jahre begann Massin als freischaffender Grafikdesigner und Typograf für Buchclubs zu arbeiten, u. a. für den Club français du livre und den Club du meilleur livre. Das grafische Handwerk erlernte er von Pierre Faucheux, dem damals einflussreichsten Grafikdesigner in Frankreich. Massin entwarf zahlreiche Buchumschläge. Von 1958 bis 1979 war er künstlerischer Leiter im französischen Verlag Gallimard. Die Monografie von Laetitia Wolff, 2007 bei Phaidon Press in London erschienen, listet chronologisch seine Entwurfsarbeiten nach individueller Einband- und Covergestaltung, serieller Covergestaltung und Buchinnenlayout auf. Separat gelistet werden Bücher, die er geschrieben und herausgegeben hat – eine beeindruckende Lebensleistung, dargestellt auf elf Seiten in 6pt Schriftgröße.
Als Autor veröffentlichte Massin u. a. 1970 La Lettre et l'image (dt. Buchstabenbilder und Bildalphabete) und 1978 Les Cris de la Ville (dt. Händlerrufe aus europäischen Städten) bei Gallimard. Seine Tagebücher erschienen 1996 bei Robert Laffont in Paris unter dem Titel Journal en désordre.
Seine Position als künstlerischer Leiter bei Gallimard führte ihn mit der literarischen Avantgarde jener Jahre, den Dramatikern und Dichtern des Absurden Theaters zusammen (u. a. Ionesco, Tardieu). Diese Dramatiker des Absurden beschäftigten sich mit dem Problem der Gültigkeit von Kommunikation und Sprache. Ihre Stücke führten eine Nicht-Kommunikation zwischen den Menschen und die Absurdität der Sprache vor Augen. Massin hat in der Zusammenarbeit mit Schriftstellern wie Eugène Ionesco und Raymond Queneau Meilensteine der Buchgestaltung geschaffen.
Die Académie royale des Sciences, des Lettres et des Beaux-Arts de Belgique nahm ihn 2002 als assoziiertes Mitglied auf.

### Raymond Queneau:Cent mille milliards de poèms(dt.Hunderttausend Milliarden Gedichte)
Queneaus Hunderttausend Milliarden Gedichte sind eine Art „kombinatorische Poesie“, eine Art TextAutomat. Die 14 Verszeilen der 10 Sonette sind in einzelne Streifen zerschnitten. Durch Wegklappen einzelner Streifen entsteht immer wieder ein neues Sonett. Der Leser kann also 1014 verschiedene Sonette bilden. „Wenn man 45 Sekunden zum Lesen eines Sonettes und 15 Sekunden zum Umblättern der Lamellen rechnet, 8 Stunden pro Tag, 200 Tage pro Jahr, hat man für mehr als eine Million Jahrtausende zu lesen, und wenn man 365 Tage im Jahr den ganzen Tag über liest, für 190258751 Jahre, ohne die Gequetschten, die Schaltjahre und andere Kleinigkeiten in Betracht zu ziehen.“ schreibt Queneau in seiner Einführung – er nennt sie „Gebrauchsanweisung“ – zum Buch. Massins Buchgestaltung ist ein kongeniales Zusammenspiel von Inhalt und Form. Das interaktive Buchobjekt erinnert an Kinderbücher: Illustrierte Menschenbilder sind in drei separate Streifen zerschnitten – Kopf, Körper, Beine – und können beliebig kombiniert werden, sodass die unterschiedlichsten, lustigsten Charaktere entstehen.

### Eugène Ionesco:La Cantatrice chauve(dt.Die kahle Sängerin)
Jede Doppelseite des Buches wird zur Theaterbühne. Massin führte 1964 vor, wie Text und Bild in einem Buch theatralisch inszeniert werden können. Jeder Person des Stückes, sechs an der Zahl, wird eine eigene Schrift, ein eigener Schriftschnitt zugeordnet. Was die Stimmen der Schauspieler auf der Theaterbühne sind, sind die Schriften auf der Doppelseite des Buches. Fotos von sechs Schauspielern werden in harten schwarz/weiß-Kontrasten abgezogen und zusammen mit der im Fotosatz hergestellten Typografie auf Reinzeichenkarton von Hand montiert, Seite für Seite. Anschließend wird jede Doppelseite für den Druck reproduziert. Typografie spielt sich in diesem Buch nicht mehr im rechtwinkligen Bleisatz-Rahmen ab, Typografie hat hier ihre bleischweren Fesseln verloren. „Sie [die Typografie Massins] zeigte, wie es in Zukunft, wenn der Fotosatz erst einmal verbreitet sein wird, mit der Typographie weitergehen würde (…)“.

## Publikationen als Gestalter (Auswahl)
- Raymond Queneau: Cent mille milliards de poèms. Gallimard, Paris 1961 (dt. Hunderttausend Milliarden Gedichte. Mit einem Nachwort von François Le Lionnais aus dem Französischen übertragen von Ludwig Harig. Typografie Hannes Jähn, Frankfurt am Main 1984)
- Raymond Queneau: Exercices de style. Gallimard, Paris 1963.
- Eugène Ionesco: La Cantatrice chauve. Gallimard, Paris 1964.
- Eugène Ionesco: délire à deux. Gallimard, Paris 1966.
- Jean Tardieu: conversation-sinfonietta. essai d'orchestration typographique. Gallimard, Paris 1966.
- Jean Cocteau: Les Mariés de la tour Eiffel. Editions Hoëbeke, 1994, ISBN  978-2905292766.

## Publikationen als Autor (Auswahl)
- Robert Massin: La lettre et l'image. Du signe à la lettre et de la lettre au signe. Gallimard, Paris 1970, (dt. Buchstabenbilder und Bildalphabete. Vom Zeichen zum Buchstaben und vom Buchstaben zum Zeichen. Ravensburg 1970, ISBN 3-473-60144-6, übersetzt von Philipp Luidl und Rudolf Strasser)
- Robert Massin: Les Cris de la Ville. Gallimard, Paris 1978 (dt. Händlerrufe aus europäischen Städten. München 1978, ISBN 3-7765-0269-X, übersetzt von Ulrike Bergweiler)